# Deparia abbreviata
Deparia abbreviata är en majbräkenväxtart som först beskrevs av W.M.Chu, och fick sitt nu gällande namn av Z.R.He. Deparia abbreviata ingår i släktet Deparia och familjen Athyriaceae. Inga underarter finns listade.